# Остервальд, Тимофей Иванович
Тимофей Иванович Остервальд  (нем. Dietrich Osterwald) (1729–1794) — действительный тайный советник, сенатор, преподаватель и воспитатель императора Павла I.

## Биография
Родился Остервальд в 1729 году, воспитание получил в сухопутном шляхетском кадетском корпусе, куда поступил в 1741 г. Ещё в бытность свою в корпусе, Остервальд получил некоторую известность при дворе императрицы Елизаветы Петровны, благодаря своим артистическим способностям. Вместе со своими товарищами — Бекетовым, Мелиссино, Разумовским и Свистуновым, он принимал участие в театральных представлениях и обратил на себя внимание.

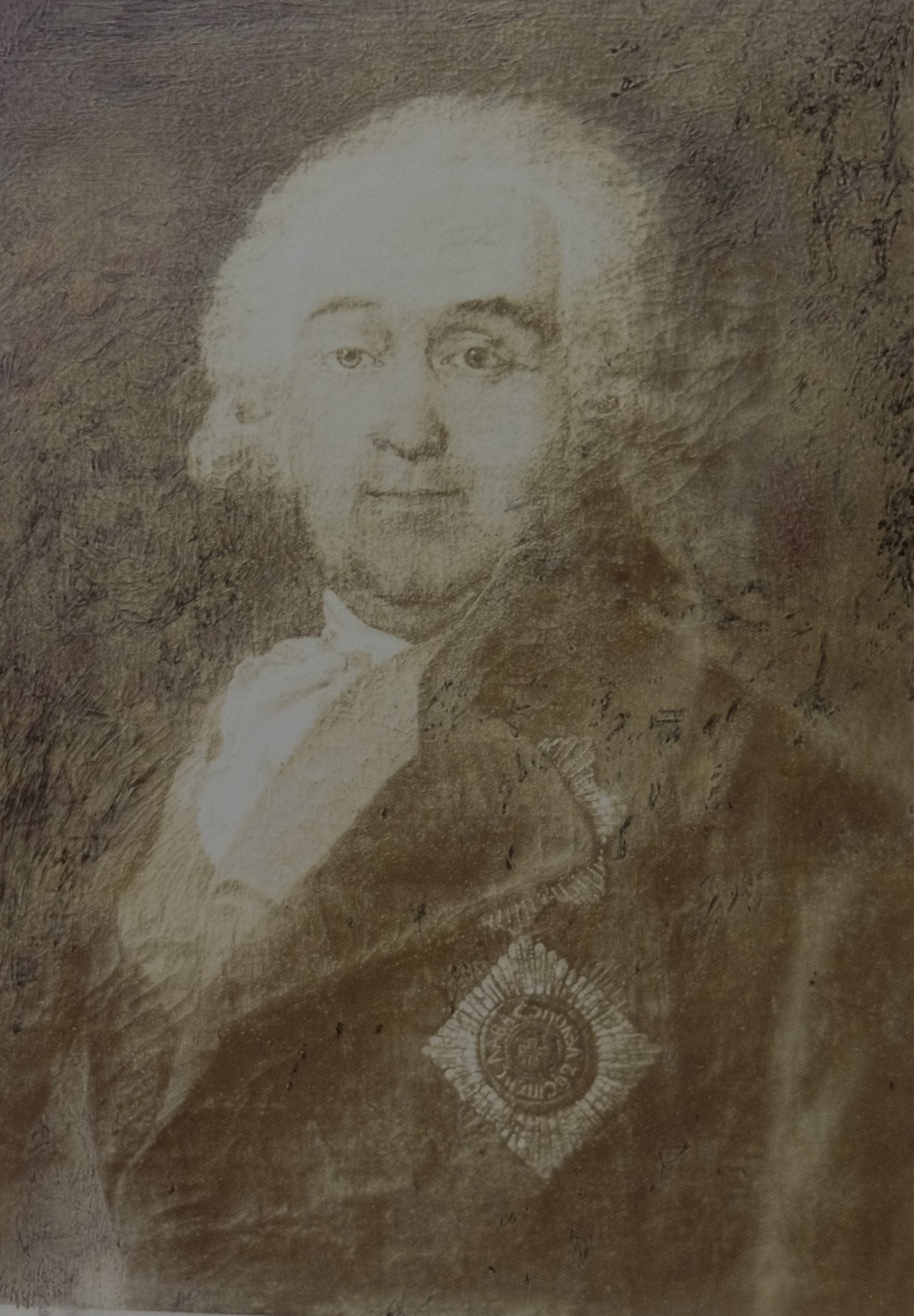
Тимофей Иванович Остервальд (нем. Dietrich Osterwald)

Произведенный 12 февраля 1760 года в подполковники, Остервальд в том же году был определён информатором к великому князю Павлу Петровичу и в этой должности оставался до вступления цесаревича в брак. Преподавать ему было поручено историю, географию, русский и немецкий языки; но преподавание его было сухое, безжизненное: цесаревичу сообщались только имена да цифры; при том Остервальд, несмотря на выданный ему от корпуса аттестат о хорошем знании русского языка, весьма плохо выражался по-русски. «Я не мог утерпеть, — рассказывает в своих записках другой воспитатель вел. кн. Павла Петровича — С. А. Порошин, — чтобы не поправить, услыша превратный и российскому слуху странный выговор». По словам того же Порошина, великий князь не любил Остервальда; впрочем, благодаря своей честности, он не утратил своего положения при Дворе императрицы Екатерины Великой и великого князя Павла Петровича. Он умер в 1794 году, достигнув звания сенатора и чина действительного тайного советника.